# Said Seddiki
Said Seddiki – marokański trener piłkarski. W sezonie 2020/2021 trenuje Union Sidi Kacem.

## Kariera trenerska
Swoją karierę zaczął 1 stycznia 2017 roku od trenowania Youssoufia Berrechid w marokańskiej ekstraklasie. Rozegrał 40 meczów, wszystkie na najwyższym poziomie ligowym. Ostatni rozegrał 29 grudnia 2019 roku – zakończył się porażką 4:0 z Rapide Oued Zem. Przestał pełnić tę funkcję 30 grudnia 2019 roku. 1 stycznia 2020 roku został zatrudniony przez Union Sidi Kacem. Według stanu na 12 marca 2021 roku rozegrał 1 mecz – jego drużyna przegrała 2-0 z Rają Casablanca w 1/8 finału pucharu kraju.